# Jan Halvarsson
Jan Ivar "Janne" Halvarsson, född 26 december 1942 i Östersund, död 5 maj 2020 i Hammerdal, Jämtland, var en svensk längdskidåkare som tävlade under 1960-talet. Hans främsta merit är hans silver i stafetten vid OS i Grenoble 1968.